# Hans Nothdurfter
Johann „Hans“ Nothdurfter (geboren 3. Jänner 1940 in Innsbruck; gestorben 21. Juli 2022 in Sterzing) war ein Südtiroler Prähistoriker, Mittelalterarchäologe und Denkmalpfleger.

## Werdegang
Hans Nothdurfter besuchte die theologische Hauslehranstalt in Brixen, aus der später die philosophisch-theologische Hochschule hervorgehen sollte. Nach mehreren Jahren als Lehrer in Passeier schrieb er sich an der Universität Innsbruck ein, um Ur- und Frühgeschichte zu studieren. In seiner 1975 vorgelegten und vom emeritierten Professor Leonhard Franz angeregten Dissertation über die „Eisenfunde von Sanzeno“ setzte er sich mit den Funden der Fritzens-Sanzeno-Kultur aus Sanzeno im Nonstal auseinander, die im Tiroler Landesmuseum Ferdinandeum in Innsbruck und in Trient aufbewahrt wurden. Die vier Jahre später publizierte Dissertation über die Räter wurde in wissenschaftlichen Kreisen positiv aufgenommen und sollte Nothdurfter in Fachkreisen bekannt machen.
Als frischgebackener Doktor wurde er noch 1975 Assistent beim von Karl Kromer geleiteten Innsbrucker Institut für Ur- und Frühgeschichte. Im Jahr darauf leitete Nothdurfter die Ausgrabungen auf dem Gräberfeld auf dem Säbener Berg oberhalb von Klausen. Zwischen 1978 und 1982 arbeitete er für die Deutsche Forschungsgemeinschaft unter der Leitung von Georg Kossack und Günter Ulbert und in Zusammenarbeit mit dem Landesdenkmalamt der Provinz Bozen – Südtirol, der Diözese Bozen-Brixen und den Benediktinerinnen des Klosters Säben an der archäologischen Erforschung des spätantiken, frühmittelalterlichen Säbener Bischofssitzes. Für Ulbert war er vorher bereits an den Grabungen auf dem Auerberg im Allgäu tätig gewesen.
Nach dem Abschluss der Grabungskampagne in Säben wurde Nothdurfter 1983 in den öffentlichen Dienst am Südtiroler Landesdenkmalamt übernommen, das vom Landeskonservator Helmut Stampfer geleitet wurde. Er war in den folgenden Jahren an mehreren Projekten beteiligt. So kümmerte er sich zunächst um die museale Ausgestaltung von Schloss Tirol, dessen Leitung er innehatte. Die geplante Einrichtung eines Archäologiemuseums auf Schloss Tirol wurde jedoch nach der Entdeckung der als „Ötzi“ bekannten Gletschermumie aus der Kupfersteinzeit 1991 fallen gelassen. Sieben Jahre später sollte stattdessen in Bozen das Südtiroler Archäologiemuseum öffnen.
Daneben leitete Nothdurfter in den 1980er Jahren die Grabungen am Rungger Egg bei Seis am Schlern und in St. Walburg im Ultental, bei denen die Überreste von Brandopferplätzen aus der Latènezeit freigelegt wurden. Zudem beschäftigte er sich mit dem frühmittelalterlichen Kirchenbau in Südtirol, vor allem im Etschtal vom Vinschgau bis Bozen. Archäologisch untersucht wurden von Nothdurfter die Kirchen St. Georg in Völlan und St. Prokulus in Naturns. Zwischen 1997 und 2001 fanden unter seiner wissenschaftlichen Leitung Grabungskampagnen am Ganglegg oberhalb von Schluderns statt, bei denen eine Höhensiedlung freigelegt wurde, die von der Bronzezeit bis zur Eisenzeit besiedelt war.
Hans Nothdurfter beschäftigte sich in seiner langen Karriere als Denkmalpfleger auch mit den Burgen und Klöstern Südtirols, ging kulturgeschichtlichen Fragen der Eisenzeit nach und befasste sich unter anderem als einer der Ersten mit Bergbau- und Gletscherarchäologie.
Für seine Verdienste um die archäologische Erforschung des Säbener Berges wurde ihm 2016 die Ehrenbürgerschaft der Stadt Klausen verliehen.

## Schriften (Auswahl)
- als Johann Nothdurfter: Die Eisenfunde von Sanzeno im Nonsberg (= Römisch-Germanische Forschungen. Band 38). Philipp von Zadern, Mainz 1979, ISBN 3-8053-0403-X.
- St. Prokulus in Naturns. Tappeiner, Lana 1995.
- mit Paul Gleirscher und Eckehart Schubert: Das Rungger Egg: Untersuchungen an einem eisenzeitlichen Brandopferplatz bei Seis am Schlern in Südtirol (= Römisch-Germanische Forschungen. Band 61). Philipp von Zabern, Mainz 2002, ISBN 978-3-8053-2826-5.
- mit Volker Bierbrauer: Die Ausgrabungen im spätantik-frühmittelalterlichen Bischofssitz Sabiona-Säben in Südtirol (= Münchner Beiträge zur Vor- und Frühgeschichte. Band 58). 3 Teilbände. C. H. Beck, München 2015, ISBN 978-3-406-10762-7.
- mit Karl Gruber: Vor-Romanik in Südtirol. Athesia, Bozen 2017, ISBN 978-88-6839-209-3.